# Людовик Соарес
Людовик Соарес (на френски: Ludovic Soares) е френски футболист, |ляв бек.
Роден е във Франция, но неговите корени са от Кабо Верде.
Соарес е бил състезател на френските клубове „Евиан“, „Лавал“ (Лавал), „Клермон Фут“ (Клермон-Феран) и „Ред Стар“ (Париж).
Състезател е на българския клуб „Славия“ (София) от 2021 година.